# おくにじまんスター自慢
『おくにじまんスター自慢』（おくにじまんスターじまん）は、1975年4月2日から同年9月24日までフジテレビ系列で放送されていた関西テレビ製作のバラエティ番組である。全26回。放送時間は毎週水曜 22:00 - 22:55 （日本標準時）。

## 概要
「ふるさと」をテーマにした公開番組で、毎回1つの都道府県を取り上げていた。ゲストはその土地出身の芸能人や著名人で、彼らに歌やコントなどを披露してもらっていた。司会は桂小金治が、アシスタントは茂川秀子が務めていた。レギュラー出演者は海原千里・万里、東八郎、笑福亭鶴瓶。
スタート当初は、その土地出身の芸能人や有名人が複数出演していたが末期には、同じ都道府県が重複して登場、更にはワンマンショー的な内容も増えて番組のイメージが薄れた。このことから同年10月には、司会に小金治を続投させ1人または複数のゲストにスポットを当てた『特集 ザ☆スター』にリニューアルした。
同時期には、『宮田輝の日本縦断 ふるさと』（NET）もスタート。宮田が司会を務めた『ふるさとの歌まつり』（NHK総合）の後番組である『お国自慢にしひがし』（同、1974年スタート）とともに「ポストふるさとの歌まつり』の様相を呈していた。
しかし、当番組も含め裏番組の厚い壁に阻まれた。当番組は『水曜ロードショー』（日本テレビ）、『特別機動捜査隊』（NET）、『日本縦断』は『8時だョ! 全員集合』（TBS）と『欽ちゃんのドンとやってみよう』（フジテレビ）に加え、プロ野球中継（主に日テレ系、フジ系）に大きく水をあけられそれぞれ半年、9か月の放送にとどまった。『にしひがし』こそ4年間続いたが2度も放送日時が変わり最後の1年間は、『水戸黄門』（TBS）、『NTV紅白歌のベストテン』（日本テレビ）などに苦戦した。
番組前半はロート製薬の一社提供で、後半はロート製薬以外の複数社（牛乳石鹸共進社ほか）による提供で放送されていた。この「ロート＋複数社」路線は1972年4月から半年続いたフジテレビ制作の『夜のグランドショー』以来2年半ぶりだったが関西テレビ制作では初めてだった。この体制は1996年4月にスタートした『SMAP×SMAP』（フジテレビ・関西テレビ共同制作）が2010年3月までの実に35年間の長きにわたり継続した。その後2016年9月までは複数社提供の1社として継続協賛し番組そのものは同年12月に終了した。

## 取り上げた都道府県と出演ゲスト
| 回 | 放送日  | 都道府県         | ゲスト                                        |
| -- | ------- | ---------------- | --------------------------------------------- |
| 1  | 4月2日  | 大阪府           | 森繁久彌、司葉子、ぴんから兄弟 ほか           |
| 2  | 4月9日  | 鹿児島県         | フランキー堺、西郷輝彦、南州太郎 ほか         |
| 3  | 4月16日 | 宮城県           | 石森章太郎、フランク永井、多々良純 ほか       |
| 4  | 4月23日 | 長野県           | 島倉千代子、神津善行 ほか                     |
| 5  | 4月30日 | 茨城県           | 坂本九、橋幸夫、吉田正 ほか                   |
| 6  | 5月7日  | 兵庫県           | 菅原洋一、高田浩吉 ほか                       |
| 7  | 5月14日 | 大分県           | にしきのあきら、石井均、沖雅也 ほか           |
| 8  | 5月21日 | 愛知県           | 舟木一夫、宝井馬琴 ほか                       |
| 9  | 5月28日 | 高知県           | ペギー葉山、高松英郎、三遊亭金馬 ほか         |
| 10 | 6月4日  | 岡山県           | 本郷功次郎 ほか                               |
| 11 | 6月11日 | 福井県           | 五木ひろし                                    |
| 12 | 6月18日 | 北海道           | 北の湖、藤圭子、坊屋三郎 ほか                 |
| 13 | 6月25日 | 熊本県           | 水前寺清子                                    |
| 14 | 7月2日  | 福岡県           | 小柳ルミ子、山本リンダ                        |
| 15 | 7月9日  | 佐賀県           | 村田英雄                                      |
| 16 | 7月16日 | 東京都・その1    | 朝丘雪路                                      |
| 17 | 7月23日 | 栃木県           | 森昌子、玉川良一、東京ぼん太、Wけんじ、石川進 |
| 18 | 7月30日 | 京都府・前編     | 都はるみ                                      |
| 19 | 8月6日  | 京都府・後編     | 田宮二郎                                      |
| 20 | 8月13日 | 静岡県           | 鶴田浩二                                      |
| 21 | 8月20日 | 神奈川県・その1  | 松尾和子                                      |
| 22 | 8月27日 | 福島県           | 春日八郎                                      |
| 23 | 9月3日  | 【日本の歌特集】 | 鶴岡雅義と東京ロマンチカ                      |
| 24 | 9月10日 | 東京・その2      | 高峰三枝子、佐分利信                          |
| 25 | 9月17日 | 神奈川県・その2  | 尾崎紀世彦                                    |
| 26 | 9月24日 | 東京都・その3    | 水原弘                                        |

## スタッフ
- 構成：竹本浩三、久世進、成瀬国晴、藤嶽彰英、大河内通弘
- プロデューサー：村上正次
- 演出：遠山伸彦
- 演出補：小田切正明、山崎一彦、高島信幸
- 制作著作：関西テレビ